# Luis Cruz
Pour les articles homonymes, voir Cruz.
Luis Alfonso Cruz (né le 2 octobre 1984 à Navojoa, Sonora, Mexique) est un joueur de champ intérieur au baseball.  Il joue en Ligue majeure de baseball de 2008 à 2013, puis en 2014 et 2015 pour les Chiba Lotte Marines de la Ligue Pacifique du Japon. 

## Carrière
Luis Cruz est recruté comme agent libre amateur le 8 août 2000 par les Red Sox de Boston. Encore joueur de ligues mineures, il est transféré le 16 décembre 2002 chez les Padres de San Diego contre Cesar Crespo, un autre joueur de champ intérieur. 
Devenu agent libre après la saison 2007, il signe chez les Pirates de Pittsburgh le 11 décembre 2007. Après avoir évolué en Double-A et Triple-A au sein de l'organisation des Pirates tout au long de la saison 2008, il fait ses débuts en Ligue majeure le 2 septembre 2008. Cruz dispute 49 parties au total pour les Pirates durant les saisons 2008 et 2009. Il rejoint les Brewers de Milwaukee mais ne dispute que 7 parties pour ce club en 2010.
Il rejoint en mars 2011 les Rangers du Texas mais passe la saison dans les ligues mineures avec l'Express de Round Rock, club-école de la franchise. 
Le 20 novembre 2011, Cruz signe chez les Dodgers de Los Angeles qui lui donnent la chance de jouer dans 78 parties, son plus grand nombre jusque-là en une saison dans les majeures, durant l'année 2012. Il occupe principalement le poste de joueur de troisième but mais patrouille aussi l'arrêt-court. Il frappe pour 297 de moyenne au bâton avec 6 circuits et 40 points produits, ce qui lui vaut de revenir avec l'équipe en 2013. Son premier circuit dans le baseball majeur est réussi le 20 juillet 2012 contre le lanceur Johan Santana des Mets de New York.
Il joue 2014 et 2015 avec les Chiba Lotte Marines de la Ligue Pacifique du Japon. Il frappe 32 circuits et produit 134 points en 259 matchs.